# فرودگاه (فیلم ۲۰۰۹)
«فرودگاه» (انگلیسی: Airport (2009 film)) یک فیلم است که در سال ۲۰۰۹ منتشر شد. از بازیگران آن می‌توان به سانی دیول، بابی دیول، سونیل شتی، و آرجون رامپال اشاره کرد.